# Sarah Snook

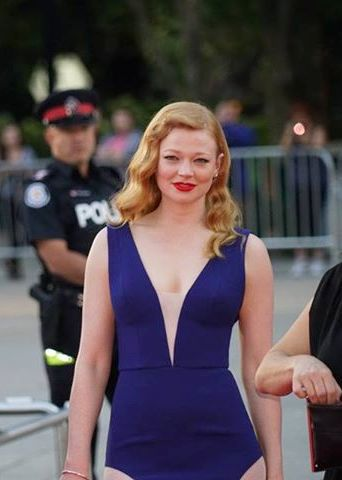
Sarah Snook (2015)

Sarah Snook (ur. 28 lipca 1987 w Adelajdzie) – australijska aktorka, zdobywczyni dwóch nagród AACTA za główne role w filmach Przeznaczenie i Wojenne siostry.

## Filmografia

### Filmy
| Rok  | Tytuł                       | Rola                     | Uwagi           |
| ---- | --------------------------- | ------------------------ | --------------- |
| 2010 | Crystal Jam                 | Crystal                  | krótkometrażowy |
| 2011 | The Best Man                | Isla                     | krótkometrażowy |
| 2011 | Śpiąca piękność             | Flatmate                 |                 |
| 2012 | Not Suitable for Children   | Stevie                   |                 |
| 2013 | These Final Hours           | matka Mandy              |                 |
| 2014 | Przeznaczenie               | Jane                     |                 |
| 2014 | Klatwa Jessabelle           | Jessie                   |                 |
| 2015 | Projektantka                | Gertrude 'Trudy' Pratt   |                 |
| 2015 | Szajbus i pingwiny          | Emily Marsh              |                 |
| 2015 | Holding the Man             | Pepe Trevor              |                 |
| 2015 | Steve Jobs                  | Andrea „Andy” Cunningham |                 |
| 2016 | The Ravens                  | Jess                     | krótkometr.     |
| 2016 | Oranges Don't Grow on Trees | Art Cashier              | krótkometr.     |
| 2017 | Szklany zamek               | Lori Walls               |                 |
| 2018 | Winchester. Dom duchów      | Marian Marriott          |                 |
| 2018 | Brothers' Nest              | Sandy                    |                 |
| 2020 | The Poet and the Plant      | The Plant (Narrator)     | krótkometr.     |
| 2020 | Amerykanin w marynacie      | Sarah Greenbaum          |                 |
| 2020 | Cząstki kobiety             | Suzanne                  |                 |
| 2021 | Seen                        | Sarah                    | krótkometr.     |
| 2023 | Run Rabbit Run              | Sarah                    |                 |

### Telewizja
| Rok       | Tytuł                | Rola               | Uwagi                   |
| --------- | -------------------- | ------------------ | ----------------------- |
| 2009      | All Saints           | Sophie             | 1 odcinek               |
| 2010      | Wojenne siostry      | Lorna Whyte        | film TV                 |
| 2011      | Chata pelna Rafterów | Jodi Webb          | 2 odc.                  |
| 2011      | Blood Brothers       | Debbie Franklin    |                         |
| 2011      | My Place             | Minna Muller       | 1 odc.                  |
| 2011      | Spirited             | Antonia            | 10 odc.                 |
| 2013      | Redfern Now          | Sarah Donaldson    | 1 odc.                  |
| 2014      | The Moodys           | Louise             | 1 odc.                  |
| 2015      | The Secret River     | Sal Thornhill      | miniserial              |
| 2015      | The Beautiful Lie    | Anna               | miniserial, 6 odc.      |
| 2016      | Czarne lustro        | Medina             | odc. „Men Against Fire” |
| 2018–2023 | Sukcesja             | Siobhan „Shiv” Roy | w gł. obsadzie          |
| 2020      | Soulmates            | Nikki              | 1 odc.                  |
| 2023      | Koala Man            | Vicky (głos)       | w gł. obsadzie          |